# Sobiemir
Sobiemir – staropolskie imię męskie, złożone z członów Sobie- i -mir ("pokój, spokój, dobro"). Może oznaczać "ten, kto zapewnia sobie pokój".